# Maison Kittleson
La maison Kittleson est une maison en bois de style American Foursquare construite en 1911 à Barneveld dans le comté d'Iowa, dans le sud-est de l'État américain du Wisconsin. Elle a été ajoutée au registre national des lieux historiques en 1986.

## Histoire
Le bâtiment est utilisé comme résidence domestique depuis sa construction. Il a été reconnu par le National Park Service avec une inscription au registre national des lieux historiques (National Register of Historic Places ou NRHP) le 29 septembre 1986.

## Architecture
D'après la désignation NRHP, « la maison Kittleson en bardeau blanc est [construite en style] American Foursquare, défini par sa forme cubique à deux étages et son toit en croupe. Chaque plan du toit a une lucarne à pignon avec une petite fenêtre carrée pour éclairer le grenier. Un élément de l'influence du style Queen Anne est visible dans le travail du bardeau décoratif utilisé dans chaque lucarne. Un large porche au toit en croupe soutenu par quatre poteaux ronds s'étend sur toute la façade avant. Sous le porche, une baie vitrée peu profonde est située à droite de la porte centrale. Un porche fermé d'un étage protège l'entrée arrière ». L'architecte de la maison est inconnu.